# 塞诺
塞诺（法語：Seynod，法語發音：[sɛno]）是法国上萨瓦省的一个旧市镇，属于阿讷西区。2017年1月1日，塞诺与邻近的4个市镇并入阿讷西。

## 地理
塞诺（45°53'20"N, 6°5'46"E）面积19.17 平方千米，位于法国奥弗涅-罗讷-阿尔卑斯大区上萨瓦省，该省份为法国东部省份，历史上为薩伏依的一部分，北与瑞士接壤，西接安省，南至萨瓦省，东与瑞士和意大利接壤。
与塞诺接壤的市镇（或旧市镇、城区）包括：沙佩里、沙瓦诺、克朗-热夫里耶、蒙塔尼莱朗什、坎塔勒、瑟夫里耶、维于拉谢萨。
塞诺的时区为UTC+01:00、UTC+02:00（夏令时）。

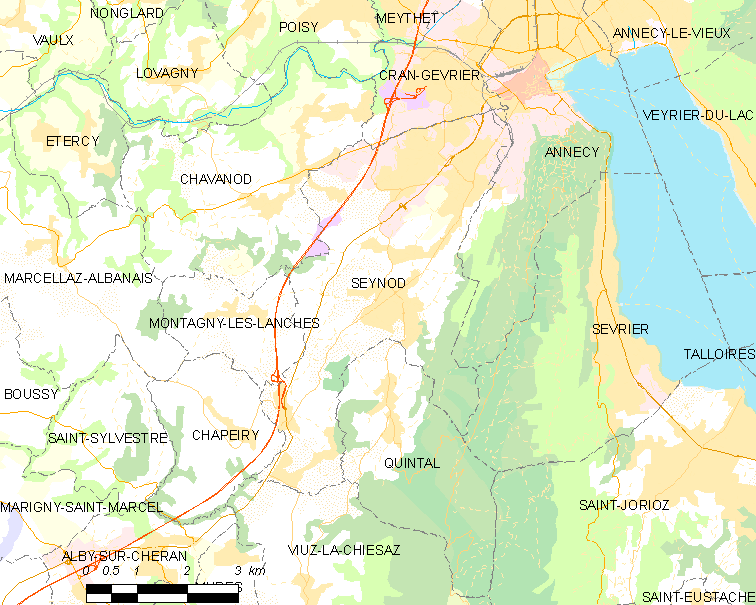
塞诺的OSM定位图

## 行政
塞诺的邮政编码为74600，INSEE市镇编码为74268。

## 政治
塞诺所属的省级选区为阿讷西第四县。

## 人口

1962-2008年间塞诺人口变化图示

塞诺于2018年1月1日时的人口数量为21595人。